# Handelsvertreter
Der Handelsvertreter ist gemäß § 84 Abs. 1 HGB ein Absatzhelfer, der als selbständiger Gewerbetreibender ständig damit betraut ist, für einen anderen Unternehmer Geschäfte zu vermitteln oder in dessen Namen abzuschließen. Er erhält für seine Vermittlungstätigkeit eine Provision. Handelsvertreter kann eine natürliche Person oder eine juristische Person sein. Ein Handelsvertreter muss selber kein Kaufmann sein. Handelsvertreter werden häufig auch als Agent bezeichnet.

## Abgrenzung

Abgrenzung des Handelsvertreters von Handelsmakler und Kommissionär

Die Absatzhelfer unterscheiden sich erheblich voneinander. Ein Handelsvertreter ist selbständig. Selbständig ist, wer im Wesentlichen frei seine Tätigkeit gestalten und seine Arbeitszeit bestimmen kann. Dadurch grenzt er sich von dem unselbständig tätigen Prokuristen (§ 48 ff. HGB), Handlungsbevollmächtigten (§ 54 ff. HGB), Handlungsreisenden (§ 55 HGB) und Handlungsgehilfen (§ 59 ff. HGB) ab.
Ein Handelsvertreter ist für seinen Auftraggeber ständig tätig. Ständig bedeutet, dass jemand dauerhaft und nicht nur vorübergehend tätig ist. Dies ist gewährleistet durch das Dauerschuldverhältnis zwischen dem Unternehmer und dem Handelsvertreter. Die ständige Tätigkeit für einen anderen Unternehmen grenzt den Handelsvertreter vom Handelsmakler (§ 93 ff. HGB) ab. Der Handelsvertreter wird in der Regel aufgrund eines Vertrages mit seinem Auftraggeber tätig, der Makler aufgrund eines Geschäftsbesorgungsvertrages mit seinem Kunden.
Ein Handelsvertreter vermittelt die Geschäfte im fremden Namen und auf fremde Rechnung. Der Kommissionär (§§ 383 ff. HGB) hingegen wird im eigenen Namen, aber auf fremde Rechnung tätig. Der Kommissionär übt damit bei seinen Geschäften eine mittelbare (indirekte) Stellvertretung aus. Der Kommissionär ist nicht an einen Unternehmer gebunden, während der Handelsvertreter häufig einem Wettbewerbsverbot unterliegt.
Der Handelsvertreter ist ein Absatzhelfer, da er für fremde Rechnung tätig wird. Er erwirbt im Gegensatz zum Absatzmittler, wie der Vertragshändler oder Franchisenehmer, der auf eigene Rechnung tätig wird, kein Eigentum an den Waren und keine Inhaberschaft an den Rechten, die er vermittelt. Der Handelsvertreter trägt damit anders als die Absatzmittler kein Lagerrisiko, Marktrisiko oder Kursrisiko.

## Gegenstand der Geschäfte
Gegenstand der Vermittlung können Waren, Wertpapiere, Finanzinstrumente, Versicherungsverträge oder sonstige Dienstleistungen sein. Ein Handelsvertreter, der Versicherungen vermittelt, wird als Versicherungsvertreter bezeichnet. Handelsvertreter, deren Geschäftsgegenstand die Vermittlung von Wertpapieren oder Finanzinstrumenten ist, werden als Anlagevermittler (bei einem Vermittlungsvertreter ohne Vollmacht) oder Abschlussvermittler (bei einem Abschlussvertreter mit Vollmacht) bezeichnet.
Die Tätigkeiten als Versicherungsvermittler, Anlagevermittler und Abschlussvermittler sind genehmigungspflichtig.

## Arten

### Einfirmen- und Mehrfirmenvertreter
Handelsvertreter werden nach der Anzahl der Auftraggeber unterschieden, für die sie tätig sind. Der Ausschließlichkeitsvertreter (auch Einfirmenvertreter oder bei Versicherungskonzernen als Konzernvertreter bezeichnet) darf gemäß § 92a HGB lediglich für einen Unternehmer tätig werden. Der Mehrfachvertreter darf im Umkehrschluss aus § 92a HGB für mehr als einen Unternehmer tätig werden. Dies wird durch Wettbewerbsklauseln gemäß § 90a HGB geregelt.

### Abschlussvertreter und Vermittlungsvertreter
Hat der Handelsvertreter vom Unternehmer Handlungsvollmacht, Willenserklärungen (Abgabe und Annahme von Vertragsangeboten) in dessen Namen abzugeben, ist er Abschlussvertreter. Besteht diese Vollmacht nicht, ist der Handelsvertreter ein Vermittlungsvertreter. In letzterem Fall kann der Unternehmer die durch den Vermittlungsvertreter vermittelte Kundenanfrage ablehnen (z. B. wenn der Kunden nicht solvent ist oder der Unternehmer nicht lieferfähig), so dass der Provisionsanspruch nicht entsteht. Der Vermittlungsvertreter tritt hier in der Regel als Bote der Willenserklärung zwischen den zu vermittelnden Parteien auf.

### Bezirksvertreter und Kundenkreisvertreter
Ist dem Handelsvertreter ein bestimmter Bezirk oder ein bestimmter Kundenkreis zugewiesen, so hat er Anspruch auf Provision auch für die Geschäfte, die ohne seine Mitwirkung mit Personen seines Bezirks oder seines Kundenkreises während des Vertragsverhältnisses abgeschlossen sind. Hier genießt der Handelsvertreter Bezirks- oder Kundenschutz. Dem Unternehmer ist es hier nicht möglich, unter Vermeidung der Provision für den Vertreter, selbst oder durch Dritte mit den Kunden ähnliche oder andere Verträge sowie Folgeaufträge abzuschließen. Ein solcher Bezirk oder Kundenkreis stellt einen immateriellen Vermögenswert dar, welcher bei der Handelsvertretung gegebenenfalls zu bilanzieren ist. Gegen Kündigung durch den Unternehmer ist dieser immaterielle Vermögenswert durch den Ausgleichsanspruch des Handelsvertreters oder den Ausgleichsanspruch des Versicherungsvertreters geschützt. Für gut eingeführte Bezirke oder Kundenkreise werden in der Praxis Ablösesummen bezahlt. Bezirksvertreter können als Abschluss- oder Vermittlungsvertreter tätig sein.

## Berufsbild

### Eigenschaften
Die Rechtsstellung des Handelsvertreters ist die eines Selbständigen. Er ist ebenso selbständiger Unternehmer wie der Unternehmer, den er vertritt. Der Handelsvertreter muss keine natürliche Person sein; er kann auch in Form einer juristischen Person oder Personengesellschaft bzw. als Einzelkaufmann unter einer Firma auftreten.
Der Handelsvertreter ist im Wesentlichen frei in der Gestaltung seiner Tätigkeit und der Bestimmung seiner Arbeitszeit. Diese persönliche Unabhängigkeit unterscheidet ihn vom abhängig beschäftigten Reisenden. Im Gegensatz zu diesem kann der Handelsvertreter zudem auch für mehrere Anbieter tätig werden, sofern ihm das vertraglich gestattet ist (sogenannter „Mehrfirmenvertreter“). Ein Charakteristikum des Handelsvertreters als Absatzhelfer liegt in seiner Motivation, selbständig einen möglichst dauerhaften Kundenstamm für das/die vertretene/n Unternehmen aufzubauen und zu pflegen. In den vergangenen Jahrzehnten zeichnete sich – namentlich durch das Vordringen eigenständiger Marketingkonzeptionen (Handelsvertretermarketing) – zunehmend eine emanzipatorische Entwicklung hin zu größerer unternehmerischer Autonomie ab. Ähnlich dem Handelsunternehmen kann die als Mehrfirmenvertretung tätige Handelsvertretung für ihre Kunden ein kleines Sortiment bilden, das jedoch, anders als beim typischen Handelssortiment, wegen des Konkurrenzverbots auf komplementäre Artikel von verschiedenen vertretenen Unternehmen begrenzt sein muss.

### Einsatzbereiche
Handelsvertreter können beim Vertrieb sowohl von Konsum- als auch von Investitionsgütern eingeschaltet sein. Der unterschiedliche Tätigkeitsbereich der Handelsvertretungen kommt in den verschiedenen Kundenkreisen zum Ausdruck. Eine statistische Erhebung der Centralvereinigung Deutscher Wirtschaftsverbände für Handelsvermittlung und Vertrieb aus dem Jahr 2008 zeigte, dass die Hauptkunden der Handelsvertretungen in Deutschland sowohl im produzierenden Gewerbe (Industrie 47 %, Handwerk 19 %) als auch im Handel liegen. Rund 54 % der Handelsvertretungen nennen den Einzelhandel als Kunden, 52 % den Großhandel, 7 % entfallen auf die Gastronomie, fast 15 % auf öffentliche Institutionen. Nach den Ergebnissen der CDH-Statistik beläuft sich die Anzahl der von Handelsvertretungen vertretenen Firmen im Durchschnitt auf 6,0.
Die mit ihrem Engagement als Selbständigen verbundene hohe Arbeitsmotivation und ihre aus dem direkten Kundenkontakt resultierende genaue Marktkenntnis lassen sie als Vertriebsspezialisten wertvoll werden. Eine natürliche Grenze für den Einsatz von selbständigen Handelsvertretern kann jedoch auch bei hoher Beratungsintensität entstehen, die von einem einzelnen Mitarbeiter nicht mehr zu realisieren ist (vor allem im Investitionsgütervertrieb), weil umfangreiche technische, betriebswirtschaftliche und gegebenenfalls rechtliche Bedingungen in das Angebot einfließen, und die Verkaufsteams erforderlich macht. Diese Teams sind aus naheliegenden Gründen keine selbständigen Verkäufer. Auch wird kein Handelsvertreter eingesetzt, wenn es möglich ist, den Absatzmarkt auch über den Direktverkauf, beispielsweise per Mailorder, zu bedienen.
Der Handelsvertreter erbringt also in der Regel überschaubare Leistungen, die er selbständig am Markt platzieren kann. Ausnahmen sind große Handelsvertretungen in Form einer Kapitalgesellschaft mit eigenen fest angestellten oder selbständigen Untervertretern.

## Rechtsfragen

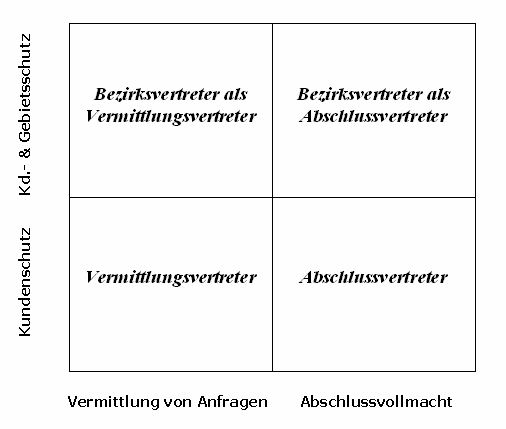
Einfache Matrixdarstellung der möglichen Vertretungsvereinbarungen gem. HGB § 84 ff. in Deutschland

Eine Eintragung in das Handelsregister ist für natürliche Personen als Handelsvertreter seit 2005 in Deutschland nicht mehr erforderlich. Ein Handelsvertreter ist auch nicht zwingend Kaufmann im Sinne des Handelsgesetzbuchs; es genügt der Gewerbeschein – gleichgültig, ob es sich um eine haupt- oder nebenberufliche Tätigkeit handelt.

### Sozialversicherungsrechtliche Beurteilung
Der Handelsvertreter kann unter bestimmten Voraussetzungen trotz Selbständigkeit verpflichtet sein, Beiträge zur gesetzlichen Rentenversicherung zu entrichten (kein Arbeitgeberanteil). Das ist dann der Fall, wenn
- der Handelsvertreter im Zusammenhang mit seiner Tätigkeit regelmäßig keinen weiteren versicherungspflichtigen Arbeitnehmer beschäftigt, dessen Arbeitsentgelt aus diesem Beschäftigungsverhältnis regelmäßig 450 € im Monat übersteigt und
- der Handelsvertreter auf Dauer und im Wesentlichen nur für einen Unternehmer tätig ist.

Eine dauernde Tätigkeit für nur einen Arbeitgeber wird von den Rentenversicherungsträgern angenommen, wenn mindestens fünf Sechstel der Gesamteinkünfte des Handelsvertreters von einem Auftraggeber stammen. Sofern diese Voraussetzungen erfüllt sind, wird der Selbständige als arbeitnehmerähnliche Person eingestuft. Eine Scheinselbständigkeit scheidet bei Handelsvertretern kraft Gesetzes aus. Die Begriffe „arbeitnehmerähnliche Selbständigkeit“ und „Scheinselbständigkeit“ wurden 1999 gesetzlich definiert.
Für Handelsvertretungen in Form eigenständiger juristischer Personen (Mietvertrieb im Callcenter-Segment, Vertriebsgesellschaften im Außendienst) besteht die Möglichkeit, die Rentenversicherungspflicht zu umgehen. Hier sind dann jedoch die einzelnen freien Mitarbeiter, zumeist wiederum Freischaffende im Status des Handelsvertreters, selbst für ihre Versicherung verantwortlich. Für Existenzgründer, die als arbeitnehmerähnliche Selbständige eingestuft wurden, ist es darüber hinaus möglich, sich für die ersten drei Jahre nach Existenzgründung von der Rentenversicherungspflicht befreien zu lassen.
Handelsvertreter, die nicht als arbeitnehmerähnliche Selbständige eingestuft sind, sind in keinem Zweig der gesetzlichen Sozialversicherung versicherungspflichtig, können sich jedoch in allen Bereichen (auch in der gesetzlichen Unfallversicherung / Berufsgenossenschaft und der Arbeitslosenversicherung) freiwillig versichern.

### Provision
Die übliche Vergütung des Handelsvertreters ist die Provision, die sich nach einem bestimmten Prozentsatz des Geschäftsvolumens richtet. Das Geschäftsvolumen bemisst sich nach den durch den Handelsvertreter (als Bote des Unternehmers in Form des Vermittlungsvertreters oder als Bevollmächtigter des Unternehmers in Form des Abschlussvertreters) zwischen dem Unternehmer und den Kunden abgeschlossenen Verträgen. Wurde dem Handelsvertreter ein Bezirk oder ein Kundenkreis ausschließlich zugewiesen, so bezieht sich das Geschäftsvolumen auf sämtliche in einem Bezirk oder mit einem bestimmten Kundenkreis abgeschlossenen Verträge ohne Rücksicht darauf, ob der Handelsvertreter an der Vermittlung oder dem Abschluss beteiligt war. Voraussetzung für die Entstehung des Provisionsanspruchs gemäß § 87 Abs. 1 HGB ist, dass es zu einem Geschäftsabschluss zwischen vertretenem Unternehmer und Kunden gekommen ist. Die Provision wird in der Regel mit der Ausführung des Geschäftes fällig. Die Höhe des Provisionssatzes wird individuell ausgehandelt. Zur Berechnung seines Provisionsanspruchs hat der Handelsvertreter umfangreiche Auskunftsrechte und Einsichtsrechte in die Handelsbücher. Die vertraglich vereinbarte Provision der Handelsvertreter ist sehr unterschiedlich ausgestaltet. Die Provisionshöhe hängt vor allem von der Branche, den Markterschließungs- und Marktentwicklungskosten des Handelsvertreters (u. a. Kosten für Werbung und Marktforschung), den notwendigen Produkt- und Marktkenntnissen des Handelsvertreters und vom Wert der vermittelten Ware, ggf. auch von ihrer Position im Produktlebenszyklus ab. Je höher der Warenwert ist, desto geringer fällt der Provisionssatz aus, ggf. nur 5 % oder 7 %. Geringwertige Konsumgüter werden mit höheren Sätzen, ggf. bis zu 50 % provisioniert (z. B. Kosmetika oder Nahrungsergänzungsmittel).
Im Gegenzug zu dem Provisionsanspruch hat der Handelsvertreter die in seinem Geschäftsbetrieb entstandenen Aufwendungen (Betriebskosten) selbst zu tragen, es sei denn ein Ersatz ist geschäftsüblich oder vereinbart.
Verpflichtet sich ein Handelsvertreter, für die Erfüllung der Verbindlichkeit aus einem Geschäft einzustehen, so kann er eine besondere Vergütung (Delkredereprovision) beanspruchen.

## International
Der Handelsvertreter heißt in der Schweiz Agent. Das Handelsvertreterrecht ist in den Art. 418 ff. OR geregelt. Agent ist jede natürliche oder juristische Person, welche die Verpflichtung übernimmt, dauernd für einen oder mehrere Auftraggeber Geschäfte zu vermitteln oder in ihrem Namen und für ihre Rechnung abzuschließen, ohne zu den Auftraggebern in einem Arbeitsverhältnis zu stehen (Art. 418a Abs. 1 OR). Der Agent gilt nur als ermächtigt, Geschäfte zu vermitteln, Mängelrügen und andere Erklärungen, durch die der Kunde sein Recht aus mangelhafter Leistung des Auftraggebers geltend macht oder sich vorbehält, entgegenzunehmen und die dem Auftraggeber zustehenden Rechte auf Sicherstellung des Beweises geltend zu machen. Dagegen gilt er nicht als ermächtigt, Zahlungen entgegenzunehmen, Zahlungsfristen zu gewähren oder sonstige Änderungen des Vertrages mit den Kunden zu vereinbaren (Art. 418e Abs. 1 OR). Der Agent hat Anspruch auf die vereinbarte oder übliche Provision für alle Geschäfte, die er während des Agenturverhältnisses vermittelt oder abgeschlossen hat, sowie, wenn nicht anders vereinbart, für Folgegeschäfte, die während des Agenturverhältnisses ohne seine Mitwirkung abgeschlossen werden, sofern er den Dritten als Kunden für Geschäfte dieser Art geworben hat (Art. 418g Abs. 1 OR).
Das Handelsvertreterrecht in Österreich ist geregelt durch das Handelsvertretergesetz 1993 (HVertrG) vom 1. März 1993. Danach kann anstelle des Begriffs „selbständiger Handelsvertreter“ auch der Begriff „Handelsagent“ verwendet werden (§ 1 Abs. 3 HVertrG). Das Geschäft im Namen des Unternehmers mit einem Dritten gilt als vom Unternehmer genehmigt, wenn dieser nicht unverzüglich, nachdem er vom Abschluss des Geschäftes Kenntnis erlangt hat, dem Dritten erklärt, dass er das Geschäft ablehne (§ 2 Abs. 2 HVertrG). Der Handelsvertreter darf mangels eines abweichenden Handelsbrauchs ohne Einwilligung des Unternehmers von dem Dritten keine Belohnung annehmen (§ 7 Abs. 1 HVertrG). Eine Vereinbarung, durch die der Handelsvertreter für die Zeit nach Beendigung des Vertragsverhältnisses in seiner Erwerbstätigkeit beschränkt wird, ist gemäß § 25 HVertrG unwirksam. Er braucht eine Gewerbeberechtigung, es ist aber ein freies Gewerbe, das heißt, es ist kein Befähigungsnachweis erforderlich. Die Abgrenzung zum angestellten Provisionsvertreter liegt in den Begrifflichkeiten der Arbeitnehmerschaft (Erfolgsrisiko, Weisungsgebundenheit, Vertretungsmöglichkeit, Verhaltensregelungen, eigene Betriebsmittel oder die des Arbeitgebers). Liegen aber Tätigkeit für nur einen Unternehmer, Vollerwerb, Weisungsgebundenheit, Berichtspflicht und Mindestumsatzforderungen vor, wird der Agent als arbeitnehmerähnliche Person (§ 51 Abs. 3 ASGG) eingestuft, er gilt zwar auch als Selbständiger, es zieht aber gewisse Folgen der Haftung, der Provisions- und Ausgleichsansprüche und des Sozialrechts nach sich.
Die Wirtschaftskammer Österreich hat einen Ehrenkodex der Handelsagenten erarbeitet.
Das Handelsvertreterrecht ist in Europa prinzipiell national geregelt. Für den Bereich der Warenhandelsvertreter strebt der europäische Gesetzgeber, durch die Handelsvertreterrichtlinie 86/653/EWG, nach einer teilweisen Harmonisierung. Diese musste sodann von den einzelstaatlichen Gesetzgebern der EU-Mitgliedstaaten, im Rahmen der Auslegungsmöglichkeiten, in nationales Recht umgesetzt werden. Dabei steht es der nationalen Instanz frei, das eigene Handelsvertreterrecht neben der verpflichtenden Einführung für Warenhandelsvertreter weiter zu fassen und auch auf andere Bereiche auszudehnen. Die führt dazu, dass es zwar zu einer ähnlichen rechtlichen Situation der einzelstaatlichen Rechtsnormen kommt, jedoch zu keiner identischen. So ist es notwendig sich – insbesondere im transnationalen Warenverkehr – mit den einzelnen nationalen Normen zum Handelsvertreterrecht vertraut zu machen. Die Handelsvertreterrichtlinie schreibt vor, dass bei der Ausübung seiner Tätigkeit der Handelsvertreter die Interessen des Unternehmers wahrzunehmen
und sich nach den Geboten von Treu und Glauben zu verhalten hat.